# Choumnikó
Choumnikó (Choumniko) är en ort i Grekland.   Den ligger i prefekturen Nomós Serrón och regionen Mellersta Makedonien, i den nordöstra delen av landet, 300 km norr om huvudstaden Aten. Choumnikó ligger 134 meter över havet och antalet invånare är 190.
Terrängen runt Choumnikó är kuperad åt sydväst, men åt nordost är den platt. Terrängen runt Choumnikó sluttar norrut. Runt Choumnikó är det glesbefolkat, med 19 invånare per kvadratkilometer. Närmaste större samhälle är Nigríta, 7,6 km väster om Choumnikó. Trakten runt Choumnikó består till största delen av jordbruksmark.